# Culture de la Libye

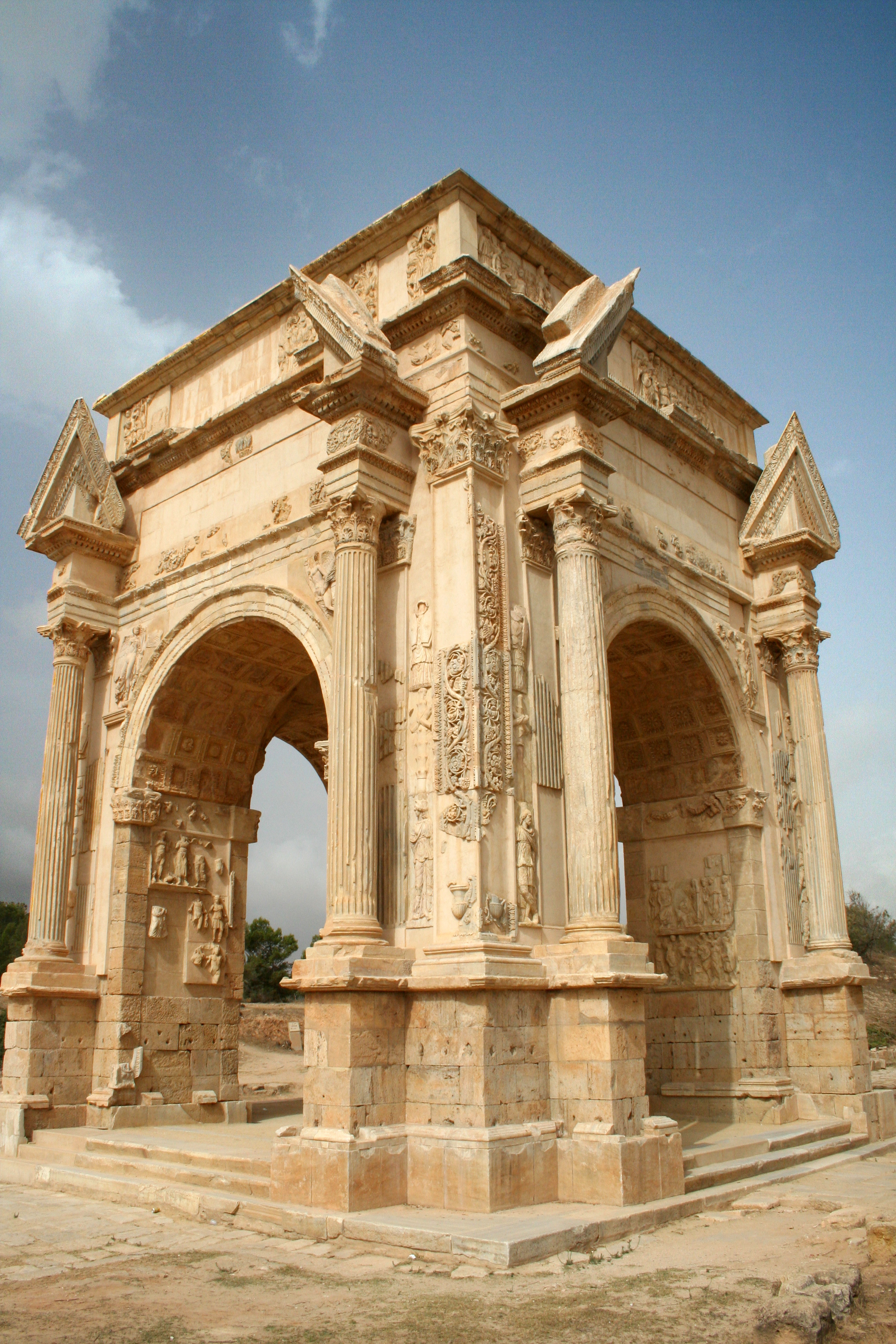
Arc tétrapyle de Septime Sévère à Leptis Magna

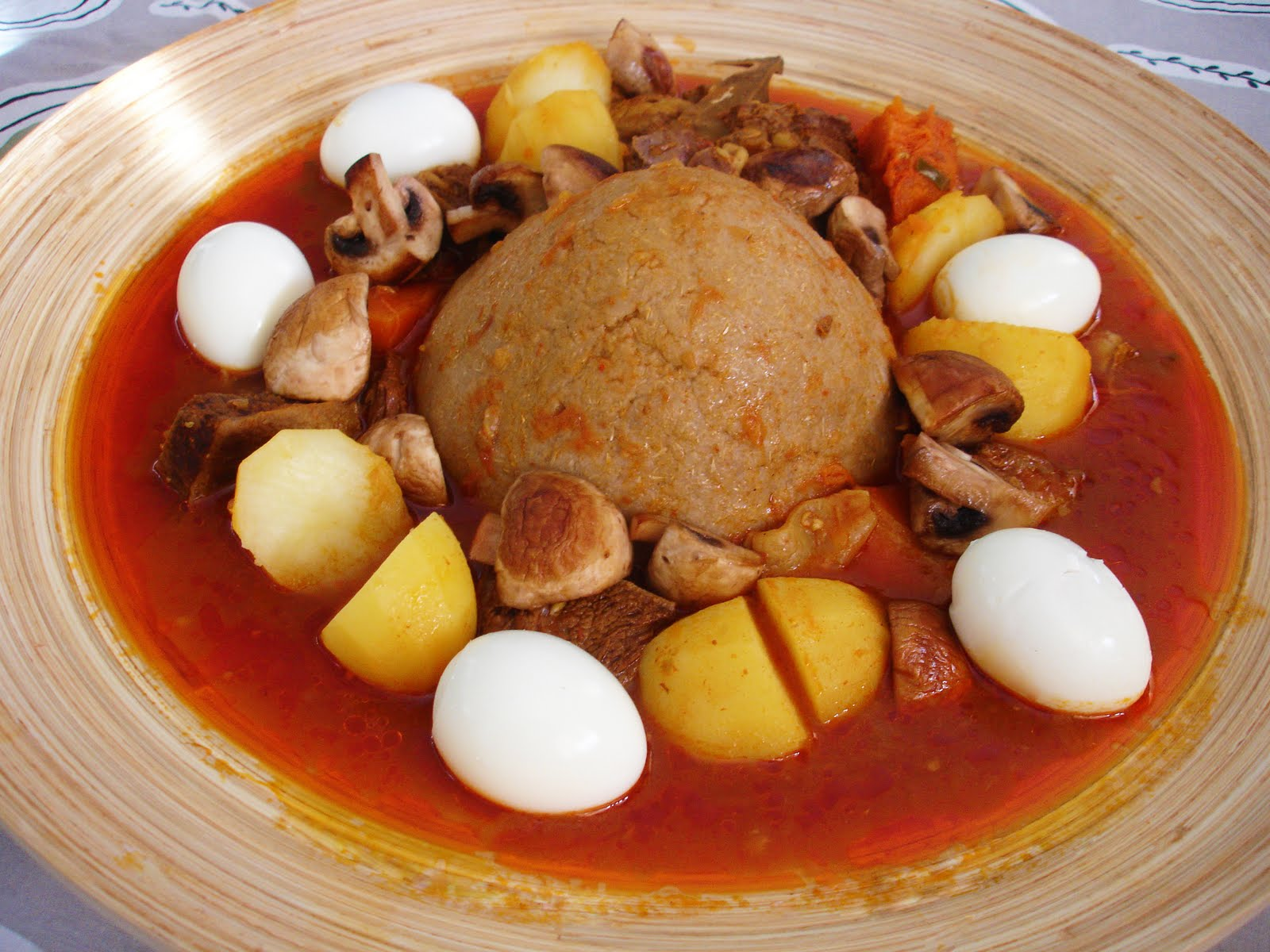
Bazeen

La culture de la Libye, vaste pays d'Afrique du Nord, désigne d'abord les pratiques culturelles observables de ses 6 500 000 d'habitants.
La culture libyenne est le résultat d'un patrimoine multiculturel influencé par les multiples invasions ou occupations barbares, arabes, ottomanes, berbères et italienne.
La majorité des Libyens sont arabes et 96,6 % sont musulmans sunnites. La langue majoritairement parlée en Libye est l'arabe. L'italien et l'anglais sont parlés à un niveau moindre et dans les zones touristiques. 95 % du pays est désertique et 90 % de la population libyenne habite donc la région côtière.

## Peuples, langues, cultures

### Langues
- Langues en Libye :
  - arabe standard moderne,
  - arabe libyen, arabe tripolitain,
  - langues berbères de l'Est : nafusi, tamahaq, tamazight d'Awjila, tamazight de Ghadamès, tamazight de Sokna, berbère de Zouara,
  - langues toubou : dazaga et tedaga,
  - domari
  - grec.

L'italien et le français ont été à une époque langues de référence.

### Peuples
- Groupes ethniques en Libye
- Roms en Libye (en), parlant le domari
- Coptes de Libye (estimés à 60 000)
- Tribus de Libye (en)

## Tradition

### Religion
- Religion en Libye, Religion in Libya (en), Christianisme au Maghreb
- Islam en Libye (97 %)
- Histoire des Juifs en Libye
- Christianisme en Libye (100 000 chrétiens peut-être, sans compter les migrants)
  - Cyrène et Cyrénaïque, un centre du christianisme primitif
  - Église catholique en Libye (40 000 fidèles (estimation)), Cathédrale de Benghazi
  - Vicariat apostolique de Tripoli, Vicariat apostolique de Benghazi, Préfecture apostolique de Misrata, Vicariat apostolique de Derna (de)
  - Coptes de Libye (60 000 fidèles (estimation)),
  - Métropole orthodoxe de Tripoli (Libye)
  - Protestantisme en Libye (en) (<1 %)
- Bouddhisme en Libye (es) (13 000 bouddhistes en 2007)
- Hindouisme en Libye (18 000 hindouistes en 2010)

### Pratiques
Les pratiques sociales, rituels et éventuellement festifs révèlent (pour partie) du patrimoine culturel et immatériel de l'humanité.

## Société

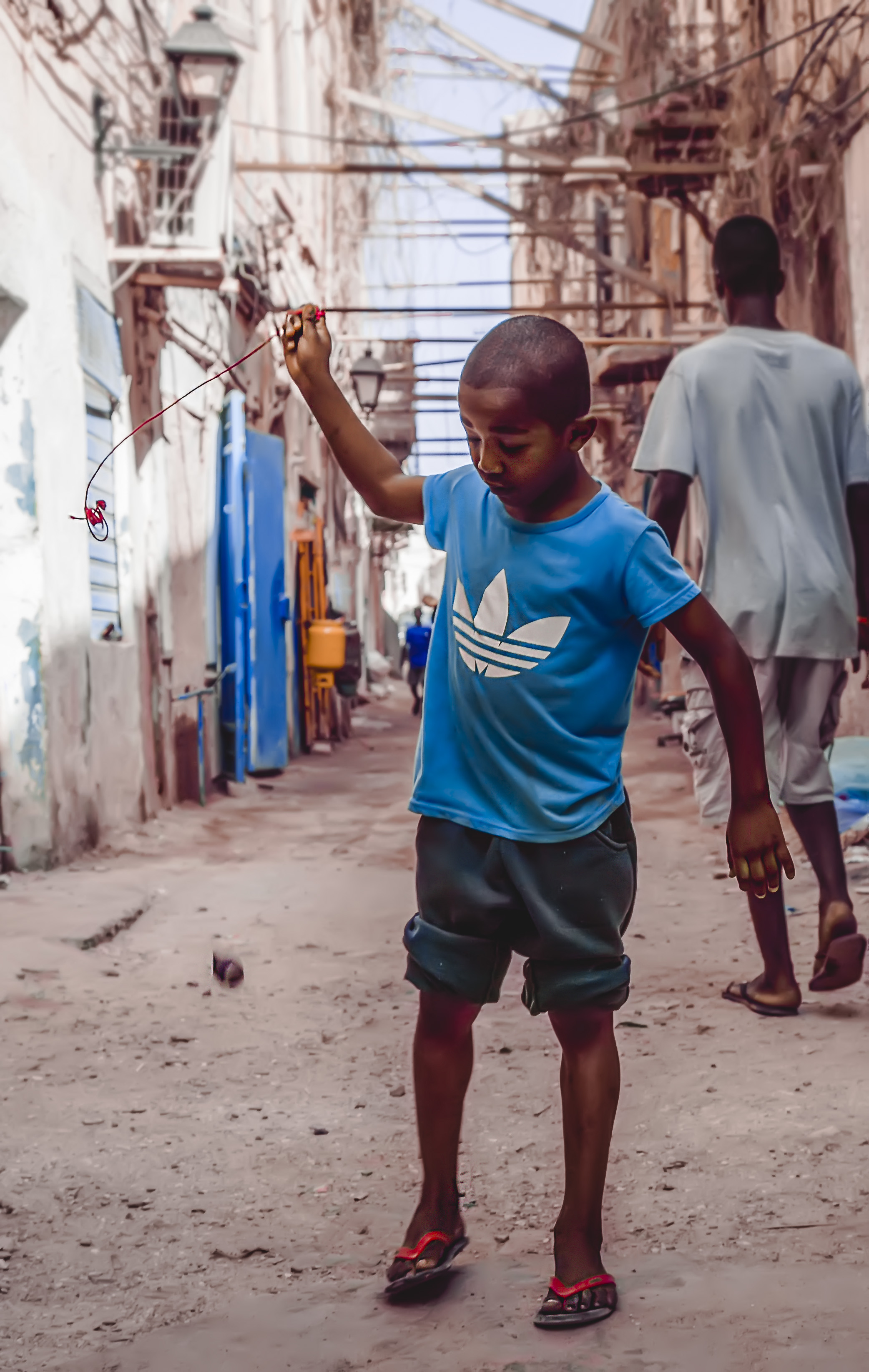
Enfant jouant à la toupie dans une rue de Tripoli.

Autrefois une société isolée, les Libyens ont réussi à préserver leurs coutumes populaires traditionnelles, aujourd'hui reconnues par beaucoup comme la forme la plus pure de culture arabe existant hors de la péninsule arabique. La culture libyenne accorde une grande importance à la famille, aux liens tribaux, à la loyauté, à la solidarité et à la fidélité.

## Arts de la table
- Cuisine libyenne

## Santé
- Santé au Libye

## Sport
- Sport au Libye

## Médias
En 2016, le classement mondial sur la liberté de la presse établi chaque année par Reporters sans frontières situe la Libye au 164e rang sur 180 pays. En 2011, après la chute de Kadhafi, une véritable presse citoyenne avait vu le jour. Mais la dégradation politique et sécuritaire qui a suivi a laissé la place à un climat de totale d’impunité des crimes et exactions contre les journalistes.

## Littérature
La littérature libyenne (en) (moderne) reste peu connue en France, presque autant que la poésie orale. La renaissance arabe (Nahda) est arrivée tardivement en Libye. Et depuis 1911, l'histoire de la Libye est mouvementée.
Parmi les écrivains libyens dont le travail a traversé la Méditerranée:
- Suleyman Al Baruni (1870-1940), homme politique, penseur religieux, berbère, romancier, poète,
- Ahmed Rafiq Almhadoui (en) (1898-1961), poète,
- Wahbi al-Bouri (1916-2010), essayiste, traducteur, diplomate,
- Khadījah Jahamī (en) (1921-1996), poétesse, féministe,
- Ahmed Fouad Shennib (en) (1923-2007), poète, ambassadeur,
- Salah Busir (en) (1925-1973), journaliste, historien, homme politique,
- Matoug Adam (en) (1926-2019), poète,
- Alessandro Spina (1927-2013), romancier, maronite,
- Kalifa Tillisi (en) (1930-2010), historien, traducteur, linguiste, écrivain,
- Kamel Maghur (en) (1935-2002), juriste, diplomate,
- Muhammad al-Fayturi (en) (1936-2015), poète, dramaturge,
- Sadeq Naihoum (en) (1937-1994), journaliste
- Saddeka Arebi (sd-2007), anthropologue, écrivaine,
- Ahmed Fagih (en) (1942-2019), journaliste, romancier, essayiste, dramaturge,
- Khalifah Mustafa (en) (1944-2008), journaliste, romancier, dramaturge, littérature jeunesse,
- Saïd Sifaw (1946-1994), poète, activiste berbère,
- Farid Adly (it) (1947-),
- Sharifa al-Qiyadi (en) (1947-), romancière, nouvelliste,
- Lutfiya al-Qaba'ili (en) (1948-), journaliste, nouvelliste,
- Ibrahim Al-Koni (1948-), Les Mages, 1990, trad. fr. 2005, Comme un appel du lointain...
- Ramadan Salim (en) (1953-), journaliste, écrivain,
- Mansour Bushnaf (en) (1954-), essayiste, dramaturge, romancier,
- Kamal Ben Hameda (en) (1954-), musicien, poète,
- Ahmed Alfaitouri (en) (1955-), journaliste,
- Razan Naiem Almoghrabi (1961-), féministe, journaliste, rédactrice, romancière,
- Laila Neihoum (en) (1961-), poétesse, journaliste, éditrice,
- Khadija Besikri (en) (1962-), poète,
- Hafed Al-Ghwell (en) (1962-), journaliste, analyste,
- Aref Ali Nayed (1962-), philosophe islamique, diplomate,
- A. Monem Mahjoub (en) (1963-), linguiste, philosophe, poète, historien,
- Khaled Mattawa (1964-), poète, traducteur, essayiste,
- Maryam Salama (1965-), poétesse, traductrice,
- Aisha Ibrahim (en) (1969-), romancière,
- Hisham Matar (en) (1970-), romancier,
- Najwa Binshatwan (en) (1970-), romancière, nouvelliste,
- Huda El-Sarari (1974-), journaliste, poétesse,
- Daif Abdul-kareem Al-Ghazal (en) (1976-2005), journaliste,
- Hala Misrati (en) (1980-), journaliste,
- Mohammed Nabbous (1983-2011), journaliste, net-citoyen (blogueur),
- Heba Shibani (en) (?), journaliste, féministe, correspondante de guerre,
- Sana El Mansouri (en) (?), journaliste,

## Artisanat
En 2024, La Libye accueille sa première exposition internationale d’artisanat et de costumes traditionnels faits à la main. des robes libyennes cousues à la main, des tenues traditionnelles et des objets en cuivre sont exposés dans des stands à Tripoli.
La Tunisie et la Libye sont notamment régit par un mémorandum d’entente dans la coopération, et le secteur de l’artisanat.

## Arts visuels
Parmi les sites archéologiques en Libye, les gravures rupestres du Fezzan, dont Tadrart Acacus.

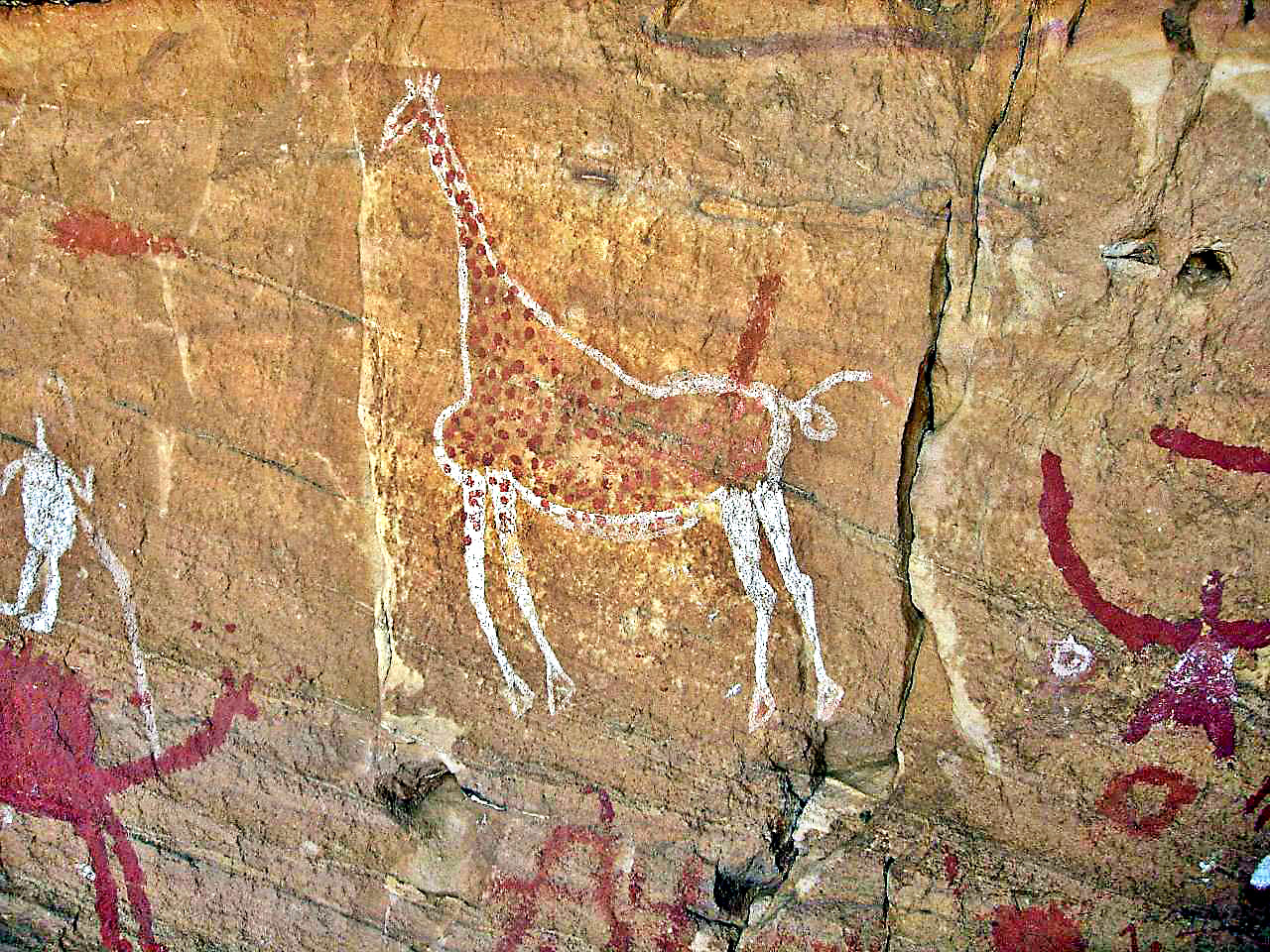
Tadrart Acacus
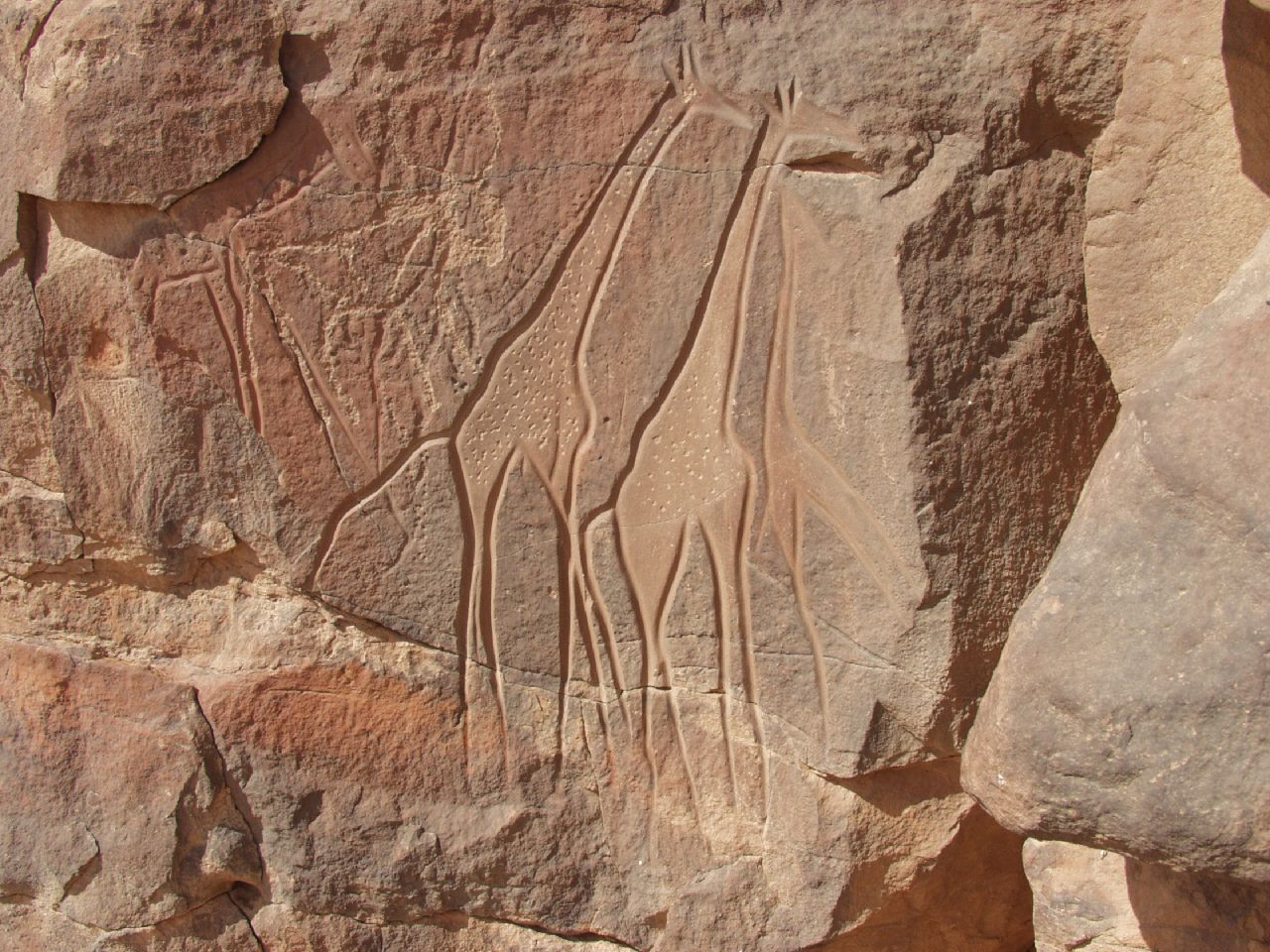
Wadi Mathendous
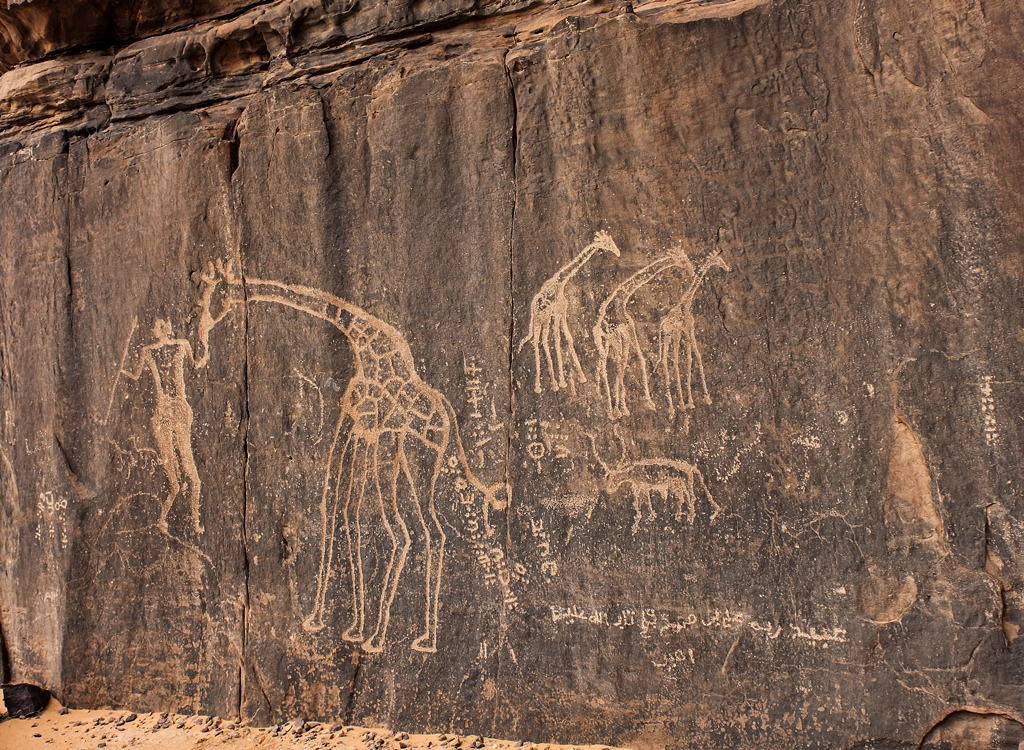
Tadrart Rouge

Les rares artistes visuels modernes connus hors du monde arabo-musulman sont :
- Mahmoud Jalal (1911-1975), peintre, sculpteur,
- Fathi Uraybi (en) (1942-2015), photojournaliste, enseignant, rédacteur en chef,
- Ali Omar Ermes (en) (1945-), peintre,
- Omar Elmaouieh (1965-), peintre
- Arwa Abouon (1982-2020), photographe

### Architecture
- Liste du patrimoine mondial en Libye
- Architecture militaire romaine en Libye
- Apollonie de Cyrène, Cyrène, Germa, Ghadamès, Leptis Magna, Ptolémaïs (Cyrénaïque), Sabratha, Tocra
- Bérénice de Cyrénaïque (Benghazi)
- Destruction du patrimoine culturel par l'État islamique
- Bab al-Azizia, forteresse bombardée de Mouammar Kadhafi
- Grande rivière artificielle, projet réalisé

## Arts de scène

### Musique
- Musiciens libyens

### Théâtre
- Formes mineures des arts de scène

### Cinéma
Le premier film répertorié est un documentaire français, Les habitants du désert de Libye (1910).
- Cinéma libyen
- Films libyens
- Madghis Afulay, seul réalisateur libyen connu

## Tourisme
Le tourisme à connu une ouverture après la levée d'un embargo de l'ONU en 2003, avec l'émission par les autorités libyennes de visas de tourisme, la création d'un ministère dédié et le lancement d'une stratégie pour développer le secteur. En 2010, 110 000 touristes étrangers ont visité la Libye, générant 40 millions de dollars (33 millions d'euros) de recettes.

## Patrimoine
Le programme Patrimoine culturel immatériel (UNESCO, 2003) n'a rien inscrit pour ce pays dans sa liste représentative du patrimoine culturel immatériel de l’humanité (au 15/01/2016).
Le programme Mémoire du monde (UNESCO, 1992) n'a rien inscrit pour ce pays dans son registre international Mémoire du monde (au 15/01/2016).

### Musées et autres institutions
- Liste de musées en Libye : Musée As-Saraya al-Hamra de Tripoli (1919), Musée de Ghadamès, Musée Germa, Musée historique de Bani Walid

Voir plutôt la liste anglophone (en).

### Liste du Patrimoine mondial
Le programme Patrimoine mondial (UNESCO, 1971) a inscrit dans sa liste du Patrimoine mondial (au 12/01/2016) : Liste du patrimoine mondial en Libye.
Depuis 2014, le monde assiste à une destruction du patrimoine culturel par l'État islamique.

### Filmographie
- Leptis Magna : un rêve de Rome en Afrique, film de Baudouin Koenig, Seppia, Strasbourg, 2010, 52 min (DVD)